# Dokl
Dokl je priimek v Sloveniji, ki ga je po podatkih Statističnega urada Republike Slovenije na dan 1. januarja 2010 uporabljalo 324 oseb in je med vsemi priimki po pogostosti uporabe uvrščen na 1.166. mesto.

## Znani nosilci priimka
- Janez Dokl (*1939), športni delavec/pedagog: odbojka; publicist
- Jasna Dokl Osolnik (*1964), telovadka (gimnastičarka), prejemnica Bloudkove plakete  1979; etnologinja, muzealka
- Slavko Dokl (1933-2016), novinar, pisatelj in publicist
- Peter Dokl (*1985), biatlonec
- Uroš Dokl, muzealec, poznavalec Sirije, humanitarec iz Maribora